# Konpira Gongen

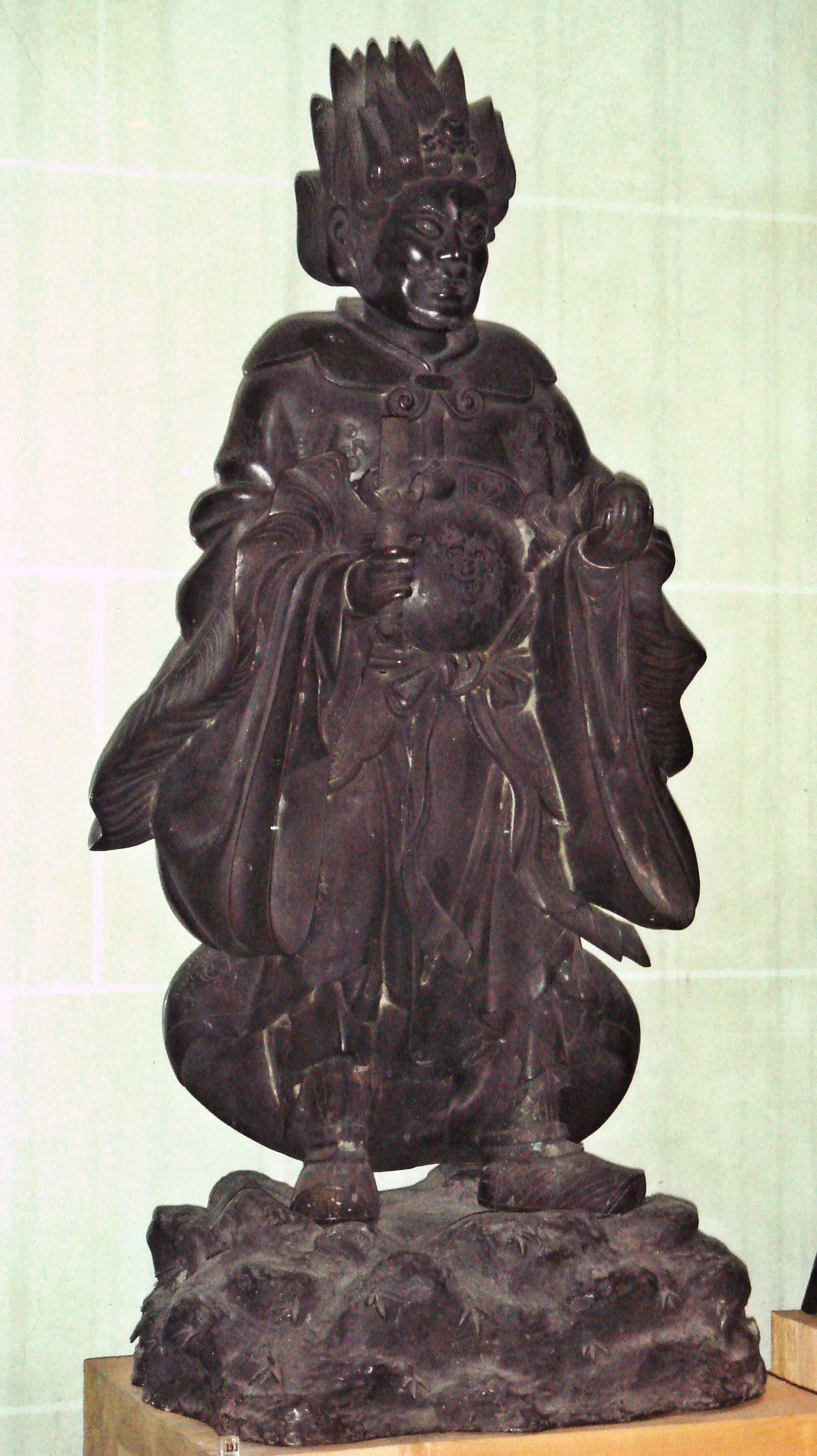
Estatua de Konpira Gongen en el Museo Guimet.

Konpira Gongen (金毘羅権現) es un dios japonés de la secta Shugendō originario del Monte Zozu, en Kotohira, prefectura de Kagawa. És el dios de los marineros mercantes. Es adorado en santuarios Kotohira.
Según la leyenda de Konpira Gongen surgió cuando un sacerdote del templo Matsuo convocó a la deidad del Ganges, Kumbhīra. 
Se dice que Ja estuvo presente en la predicación del Mahāsamaya Sutta. Es un dios cocodrilo del Ganges.
Se le identifica con el primero de los doce mensajeros espirituales que emanan de Bhaisajyaguru. : 52 
Junto con muchas otras deidades del agua como Watatsumi, Sumiyoshi, Munakata-sanjojin, Ebisu y Gozu Tennō, el culto de Konpira Gongen se volvió muy significativo en la época medieval. : 316 

## Historia
Yoshida Kanetomo dijo que Susanoo, el dios sintoísta del mar y de las tormentas, es el mismo dios indio Khumbīra. Este dios vigila el Pico del Buitre, un lugar de importancia en la mitología budista. : 172 
Con el paso del tiempo, los fieles en Japón comenzaron a ver a Konpira como un guardián de su religión budista. Colocaron a Konpira en un santuario en la montaña Zōzusan en la región de Shikoku. Esta montaña fue de gran importancia para los seguidores de Shugendō a finales del período Heian. Shugendō es una creencia japonesa que combina la vida en la montaña, el sintoísmo y el budismo. En esta montaña, Konpira recibió un nuevo nombre, Konpira Gongen.. : 172 

### Asociaciones
Konpira Gongen está conectado con los dioses del agua, como los dragones y los reyes nāga. Estas conexiones lo convierten en un protector de las personas en el mar y de los caminos que toman a través del agua. Especialmente cierto para las aguas dentro de la costa de Japón. En una parte especial del budismo, los fieles honran a Konpira Gonge como uno de los doce líderes espirituales poderosos. Estos líderes están vinculados a doce direcciones y doce animales del calendario chino. Diferentes historias llevan a Konpira a diferentes direcciones. Pero lo más frecuente es que esté vinculado al norte. : 172 
A veces se identifica a Konpira con dioses como Ōkuninushi o Shinra Myōjin. : 172 Pero la identificación más reciente es con Ōmononushi. Su identificación con Ōmononushi puede parecer extraña al principio, ya que Ōmononushi es una deidad de las montañas y las serpientes, mientras que Konpira es una deidad del agua y de la navegación, pero la lógica detrás de la leyenda es que las montañas a menudo se utilizan para la navegación en el mar, por lo que las deidades de las montañas ayudan a los marineros de manera indirecta. : 317 

### En la literatura
Un texto budista, "Sange yōryakki", habla de Buda colocando doce dioses en el Pico del Águila. Uno de estos dioses resultó ser Konpira. En la leyenda, Konpira es considerado un dios muy importante en Japón. Se cree que es el niño divino de Susanoo no Mikoto. Los fieles creían que un monje llamado Saichō regresó sano y salvo de China porque le rezó a Susanoo. : 172 
En libros posteriores, como "Jindai no maki kaden kikigaki" de Koretari, hay más historias relacionadas. Cuentan que Susanoo visitó no sólo Japón sino también China y la India. Estas historias sugieren que los dioses japoneses podrían ser versiones de dioses indios. Esta idea da un giro a la historia habitual, ya que los dioses japoneses aparecen en las historias de otros países. : 172 

## Santuarios de Kotohira
Los santuarios de Kotohira are a kind of shinto shrine in Japan. They were originally dedicated to the syncretic deity Konpira Gongen, but in the Meiji restoration due to Shinbutsu bunri they were dedicated to Ōmononushi. Their head shrine is Kotohira-gū. They are dedicated to seafaring and protecting sailors.
Los santuarios son parte de los famosos Santuarios Inahachikonten (稲八金天神社) de la Política de Consolidación de Santuarios junto con el Santuario Inari, el Santuario Hachiman y de Kotorhira y el Santuario Tenmangu .
Según la leyenda Konpira Gongen surgió cuando un sacerdote del ja convocó a la deidad del Ganges, Kumbhīra. : 172 Al ser considerado un monstruo marino hostil, la deidad fue apaciguada y se convirtió en un dios de la navegación. : 353 Se cree que la deidad es quizás una deificación de una serpiente marina llamada wani. : 437 
Kotohira-gū está ubicado cerca del templo Matsuo y con el que está fuertemente asociado históricamente.
En 1889, debido a la Restauración Meiji, el templo principal pasó de llamarse templo Konpira a Kotohira-gu. : 437 